# Stade municipal de Legnica
Le stade municipal de Legnica (Stadion Miejski w Legnicy en polonais), également connu sous le nom de « stade de l'aigle blanc » (Stadion Orła Białego) en raison de sa localisation dans la rue du même nom, est un stade polonais de football situé à Legnica, ville de Basse-Silésie en Pologne.
Construit en 1948, il est utilisé par le Miedź Legnica, le principal club de football de la ville, et peut accueillir jusqu'à 6 244 personnes.

## Historique

### Construction
Construit juste après la fin de la Seconde Guerre mondiale, le stade est inauguré en juillet 1948.
Reconstruit dans les années 1966-1969, il peut alors accueillir jusqu'à 20 000 personnes. Quelques années plus tard, il devient le stade du Miedź Legnica, fondé en 1971.
Victorieux en 1992 de la Coupe de Pologne, le club n'y dispute pourtant pas son match de Coupe d'Europe des vainqueurs de coupe contre l'AS Monaco la saison suivante, car le stade ne répond pas aux exigences de l'UEFA (le match sera alors déplacé à Lubin).

### Rénovation
Malgré cette mésaventure, le stade devra attendre près de quinze ans pour être rénové en profondeur. Entre 2005 et 2009, ses quatre tribunes sont reconstruites.
Plus tard, en 2013 et 2017 respectivement, des mâts d'éclairage sont ajoutés et un toit permet de recouvrir l'ensemble de l'enceinte.